# Naima Sahlbom
Naima Sahlbom, född 15 maj 1871 i Stockholm (Finska församlingen), död där 29 mars 1957, var en svensk kemist och fredsaktivist.
Sahlbom avlade mogenhetsexamen vid Wallinska skolan 1893, skrevs in vid Uppsala universitet 1894, där hon studerade kemi, mineralogi och geologi, och blev filosofie kandidat 1896. Hon studerade därefter vid tekniska högskolan i Aachen 1904 och vid universitetet i Basel 1907–1910, och blev sedan filosofie doktor vid det då nyöppnade universitetet i Neuchåtel 1910.
Sahlbom var framför allt verksam inom kemisk analys och startade 1914 ett privatlaboratorium i Stockholm för analyser av vatten, mineral och bergarter. 
Hon var styrelseledamot av Internationella kvinnoförbundet för fred och frihet (IKFF) 1919–1944 och var initiativtagare till Kommittén mot vetenskapens missbruk för krigsändamål, grundad 1924.